# Odontoanaphothrips tricolor
Odontoanaphothrips tricolor är en insektsart som först beskrevs av Dudley Moulton 1911.  Odontoanaphothrips tricolor ingår i släktet Odontoanaphothrips och familjen smaltripsar. Inga underarter finns listade i Catalogue of Life.